# Ashikaga Yoshihide
Ashikaga Yoshihide (足利 義栄?   1538 - 28 de octubre de 1568) fue el decimocuarto shōgun del shogunato Ashikaga y gobernó brevemente entre febrero y septiembre de 1568 en Japón. Fue el nieto del undécimo shogun Ashikaga Yoshiharu y primo del decimotercer shogun Ashikaga Yoshiteru.

Ashikaga Yoshihide.

Apoyado por Matsunaga Hisahide y Miyoshi Nagayoshi se convirtió en shogun tres años después de la muerte de Yoshiteru. No obstante la situación política en Kioto lo hizo incapaz de entrar a la ciudad.
En septiembre de 1568, Oda Nobunaga llegó a Kioto y se tomó la capital, instalando a Ashikaga Yoshiaki como el decimoquinto shogun. Yoshihide nunca pudo instalarse en Kioto, muriendo poco después enfermo.
| Predecesor: Ashikaga Yoshiteru | Shogun Ashikaga 1568 | Sucesor: Ashikaga Yoshiaki |

- Datos: Q541037
- Multimedia: Ashikaga Yoshihide / Q541037